# Логинов, Дмитрий Владимирович
Дмитрий Логинов (род. 1976, Красноярск, Красноярский край, СССР) — российский дизайнер, основатель брендов Arsenicum и Dmitry Loginov. Автор костюмов для театра и кино, униформы смотрителей Владимиро-Суздальского музея, нарядов для представителей шоу-бизнеса. Победитель в номинации «Дизайнер года» (2007 г.) по версии мужского журнала GQ.

## Биография
Родился в 1976 году в Красноярске. Закончил Красноярский технологический колледж.
В 2002 году стал лауреатом конкурса молодых дизайнеров «Поколение М». Получил возможность пройти стажировку в журнале L’Officiel под руководством Эвелины Хромченко, главного редактора и креативного директора российской версии французского издания. В течение года работает в журнале L’Officiel-Россия в качестве штатного стилиста.
Работал в журнале «OM», был креативным директором бренда мужской одежды Donatto. Сотрудничал с агентством Fashion Сonsulting Group в качестве стилиста модных показов.
В 2004 Дмитрий Логинов основал свою первую собственную марку Arsenicum.
В 2007 побеждает в номинации «Дизайнер года» по версии авторитетного мужского журнала GQ, в 2008 — «Дизайнер года» по версии World Fashion TV. Ежегодно участвует на московских неделях моды с показами бренда Arsenicum.
В 2008 в дополнение к бренду Arsenicum Дмитрий Логинов открывает ателье bespoke с фокусом на индивидуальный пошив мужского костюма и экспериментирует с дизайном женской одежды и аксессуаров под маркой Dmitry Loginov.
В 2025 году показ Дмитрия Логинова завершил Московскую Неделю моды в ЦВЗ «Манеж».
В июне 2025 года Дмитрий Логинов представил коллаборацию c итальянским производителем солнцезащитных очков и оправ LOZZA.

## Работы для известных людей
- наряд для актрисы и балетмейстера Аллы Сигаловой на премьере сериала «Балет» (режиссер Евгений Сангаджиев, 2023)[8],
- платье для актрисы Юлии Пересильд на премьере фильма «Вызов» (режиссер Клим Шипенко, 2023)[11], костюм на премьере фильма «Императрицы» (режиссер Андрей Кравчук, 2023)[12], платье на премии «Золотой Орел» (2024),
- ⁠костюмы для актрисы Юлии Пересильд и музыкальной группы «Мандрагора» для съемок программы «Квартирник НТВ у Маргулиса» (телеканал НТВ, 2024), ⁠
- костюм для актера Романа Васильева для премьеры сериала «Жить жизнь» (режиссеры Артем Аксененко и Михаил Вайнберг, 2022),
- ⁠⁠⁠костюмы для актера Александра Петрова на промо-туре фильма «Сто лет тому вперед» (режиссер Александр Андрющенко, 2024)[13],
- платье для актрисы и певицы Настасьи Самбурской на церемонии закрытия 46-го ММКФ (2024)[14],
- костюм для актрисы Дины Корзун на церемонии закрытия 46-го ММКФ (2024)[15],
- ⁠смокинг для актера Михаила Тройника для церемонии закрытия 46-го ММКФ (2024),
- платье для актрисы Хосефины Ферлизе (Испания) для церемонии закрытия 46-го ММКФ (2024)[16],
- смокинг для режиссера Алекса Галана (Испания) для церемонии закрытия 46-го ММКФ (2024)[15].

## Работы для театра и кино
Дмитрий Логинов создает костюмы для театра, кино и проектов в области культуры и искусства:
- костюмы для балета «Красная шапочка» (режиссер Росс Фредди Рей, 2019, 2023),
- концертные костюмы для Российского национального молодежного симфонического оркестра (арт-директор РНМСО Илья Репенак, 2020 и 2023),
- костюмы для балета Bolero, созданного в поддержку людей, живущих с рассеянным склерозом (режиссер Сергей Полунин, хореограф Росс Фредди Рей, 2021),
- костюмы для спектакля «Красавец мужчина» в «Театре на Трубной» (режиссер Дмитрий Астрахан, 2023)[17],
- костюмы для актера Вадима Демчога для спектакля «Закрой глаза и смотри» (режиссер Вадим Демчог, 2024),
- ⁠⁠униформа для смотрителей Владимиро-Суздальского музея (директор Екатерина Проничева, 2024)[18],
- костюмы для фильма «Все будет хорошо-2» (режиссер Дмитрий Астрахан, 2024)[8],
- костюмы и сценография для спектакля «Дама с камелиями» в «Театре на Трубной» (режиссер Дмитрий Астрахан, 2024)[19].